# Филатово (Алтайский край)
Фила́тово — село в Косихинском районе Алтайского края. Входит в состав Лосихинского сельсовета.

## География
Село расположено в восточной части района, на левом берегу реки Тараба (левый приток Чумыша). Абсолютная высота — 234 м над уровнем моря.

## История
Основано в 1670 году. В 1926 году в селе Филатовское имелось 262 хозяйства и проживало 1295 человек (603 мужчины и 692 женщины). В национальном составе населения того периода преобладали русские. Действовали школа I ступени и лавка общества потребителей. В административном отношении являлось центром Филатовского сельсовета Косихинского района Барнаульского округа Сибирского края.

## Население
| 1997 | 1998 | 1999 | 2000 | 2001 | 2002 | 2003 | 2004 | 2005 | 2006 |
| ---- | ---- | ---- | ---- | ---- | ---- | ---- | ---- | ---- | ---- |
| 258  | ↗261 | ↘257 | ↗262 | ↘235 | ↘229 | ↗231 | ↘228 | ↗229 | ↘203 |
| 2007 | 2008 | 2009 | 2010 | 2011 | 2012 | 2013 |      |      |      |
| ↘180 | ↘162 | ↗166 | ↘158 | ↘157 | ↘148 | ↘144 |      |      |      |

### Национальный состав
Согласно результатам переписи 2002 года, в национальной структуре населения русские составляли 96 %.

## Известные уроженцы
- Чернов, Иван Григорьевич (1924—1962) — советский военнослужащий, старший лейтенант, Герой Советского Союза.